# 데빌 메이 크라이 (애니메이션)
《데빌 메이 크라이》(일본어: デビルメイクライ 데비루메이쿠라이[*], 영어: Devil May Cry)는 캡콤의 비디오 게임 시리즈 《데빌 메이 크라이》를 원작으로 제작된 일본의 텔레비전 애니메이션이다.
2007년 6월 14일부터 9월 6일까지 WOWOW에서 매주 목요일 23시부터 23시 30분 (JST)까지 방송되었다. 원작 비디오 게임의 캐릭터와 설정을 사용하였으나, 비디오 게임 스토리와는 전혀 다른 오리지널 스토리이다. 오리지널 스토리이기는 하지만, 원작인 게임 시리즈를 잇는다.
게임과 달리 더빙은 일본어이다. 또한 해외판의 음성은 일부 게임과 같은 캐스팅이 이루어졌다.